# E3 Saxo Classic 2023
La E3 Saxo Classic 2023, sessantacinquesima edizione della corsa e valevole come undicesima prova dell'UCI World Tour 2023 categoria 1.UWT, si svolse il 24 marzo 2023 su un percorso di 204,1 km, con partenza e arrivo da Harelbeke, in Belgio. La vittoria fu appannaggio del belga Wout Van Aert, il quale completò il percorso in 4h44'59", alla media di 42,971 km/h, precedendo l'olandese Mathieu van der Poel e lo sloveno Tadej Pogačar in una volata a 3 dopo 43 km di fuga insieme.
Sul traguardo di Harelbeke 101 ciclisti, dei 173 partiti dalla medesima località, portarono a termine la corsa.

## Squadre e corridori partecipanti
| N.      | Cod. | Squadra                  |
| ------- | ---- | ------------------------ |
| 1-7     | TJV  | Jumbo-Visma              |
| 11-17   | SOQ  | Soudal Quick-Step        |
| 21-27   | ADC  | Alpecin-Deceuninck       |
| 31-37   | ICW  | Intermarché-Circus-Wanty |
| 41-47   | ACT  | AG2R Citroën Team        |
| 51-57   | TBV  | Bahrain Victorious       |
| 61-67   | BOH  | Bora-Hansgrohe           |
| 71-77   | COF  | Cofidis                  |
| 81-87   | EFE  | EF Education-EasyPost    |
| 91-97   | GFC  | Groupama-FDJ             |
| 101-107 | MOV  | Movistar Team            |
| 111-117 | ARK  | Team Arkéa-Samsic        |
| 121-127 | DSM  | Team DSM                 |

| N.      | Cod. | Squadra                |
| ------- | ---- | ---------------------- |
| 131-137 | JAY  | Team Jayco AlUla       |
| 141-147 | TFS  | Trek-Segafredo         |
| 151-157 | AST  | Astana Qazaqstan Team  |
| 161-167 | IGD  | Ineos Grenadiers       |
| 171-177 | UAD  | UAE Team Emirates      |
| 181-187 | LTD  | Lotto Dstny            |
| 191-197 | TFB  | Team Flanders-Baloise  |
| 201-207 | BWB  | Bingoal WB             |
| 211-217 | TEN  | TotalEnergies          |
| 221-227 | IPT  | Israel-Premier Tech    |
| 231-237 | Q36  | Q36.5 Pro Cycling Team |
| 241-247 | UXT  | Uno-X Pro Cycling Team |

## Ordine d'arrivo (Top 10)
| Pos. | Corridore            | Squadra  | Tempo    |
| ---- | -------------------- | -------- | -------- |
| 1    | Wout Van Aert        | Jumbo    | 4h44'59" |
| 2    | Mathieu van der Poel | Alpecin  | s.t.     |
| 3    | Tadej Pogačar        | UAE      | s.t.     |
| 4    | Matteo Jorgenson     | Movistar | a 33"    |
| 5    | Iván García Cortina  | Movistar | a 44"    |
| 6    | Stefan Küng          | Groupama | a 56"    |
| 7    | Matej Mohorič        | Bahrain  | s.t.     |
| 8    | Valentin Madouas     | Groupama | a 1'25"  |
| 9    | S. Kragh Andersen    | Alpecin  | a 1'31"  |
| 10   | Filippo Ganna        | Ineos    | s.t.     |